# Ruovesi
Ruovesi este o comună din Finlanda.